# Miloš Jovanović
Miloš Jovanović (Beograd, 19. kolovoza 1976.) srbijanski je politolog, pravnik, predsjednik Nove demokratske stranke Srbije (od 2018.) i docent na Pravnom fakultetu Sveučilišta u Beogradu. Osvojio je treće mjesto na predsjedničkim izborima 2022. godine.